# Trang viên ở Łękanów

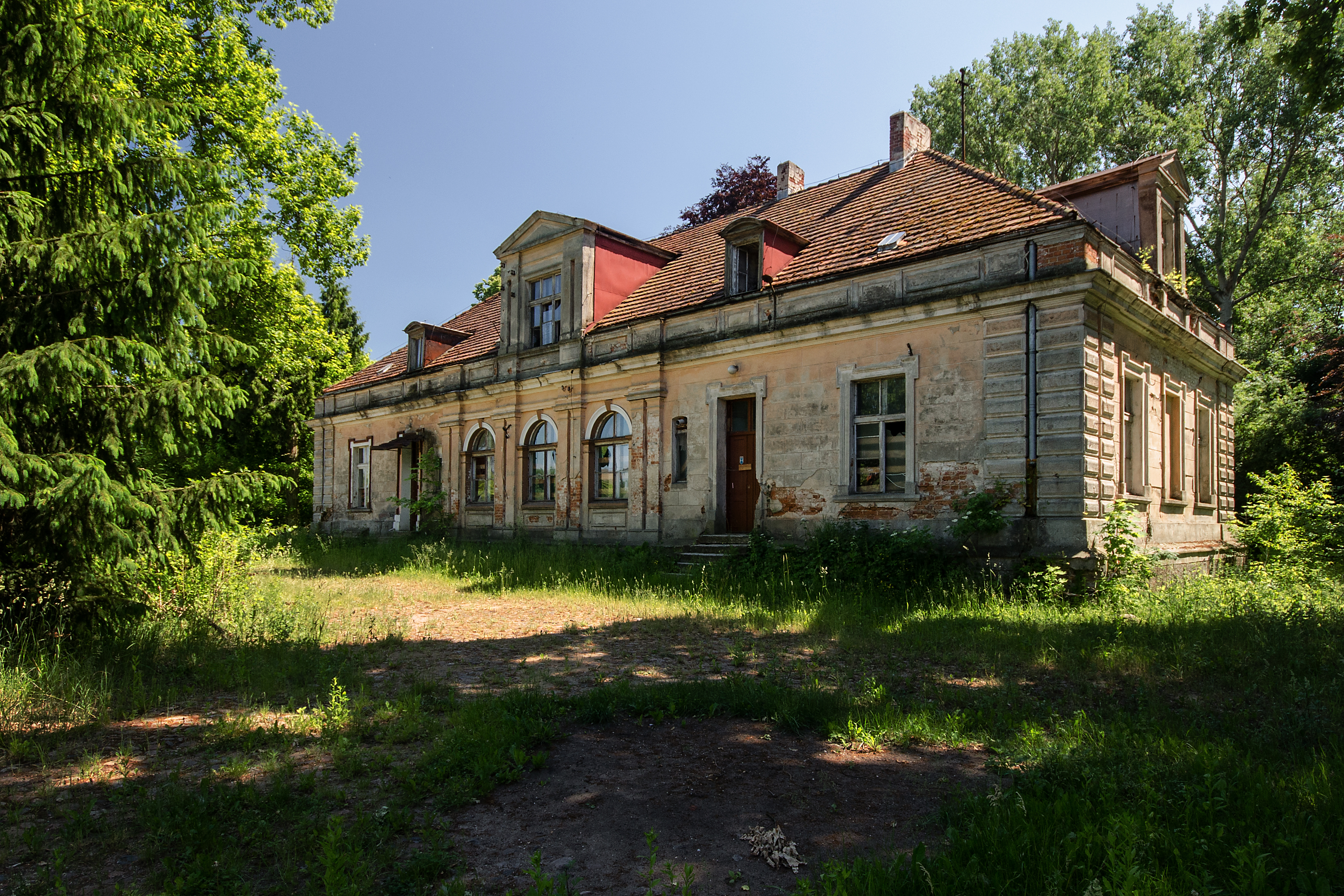
Trang viên ở Łękanów (2015)

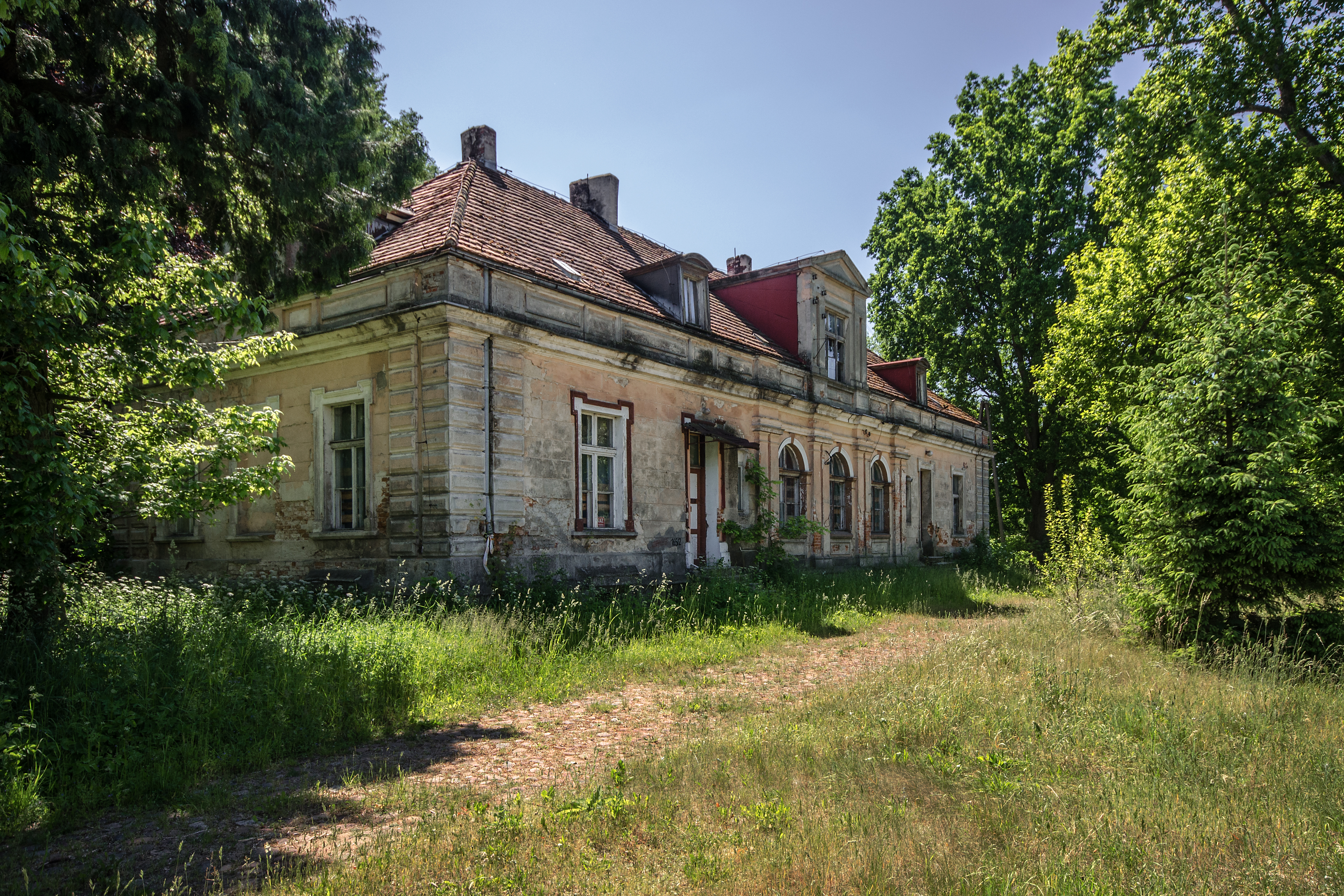
Ảnh phía bên phải trang viên (2015)

Trang viên ở Łękanów (tiếng Ba Lan: Dwór w Łękanowie) là một trang viên được xây dựng trong giai đoạn cuối thế kỷ 18 - đầu thế kỷ 19 ở làng Łękanów, Górowski, tỉnh Dolnośląskie, Ba Lan. Trang viên có tên trong sổ đăng ký di tích.

## Lịch sử hình thành
Công trình kiến trúc này xuất hiện từ cuối thế kỷ 18 - đầu thế kỷ 19. Vào cuối thế kỷ 19, Bá tước Alfred Schlabrendorf Seppau thuộc gia đình quý tộc Seppau được ghi chép là chủ sở hữu trang viên này. Trang viên là một phần trong khu phức hợp gồm: một trang viên, một công viên và một trang trại có hàng rào. Sau khi Chiến tranh thế giới thứ hai kết thúc, một phần khu phức hợp bị chia tách và giao cho Trang trại bang Naratów.
Trong quá trình các chủ sở hữu sử dụng, trang viên trải qua nhiều lần tân trang đáng kể, đặc biệt là phần nội thất. Phần trang trại và công viên thuộc khu phức hợp thường bị bỏ quên. Năm 2013, chủ sở hữu trang viên lúc bấy giờ - Cơ quan Tài sản Nông nghiệp Kho bạc Nhà nước (Ba Lan) đã bán cơ sở này cho một nhà đầu tư tư nhân trong một cuộc đấu thầu. Nhà đầu tư này dự định phục hồi lại di tích và xây thêm một khách sạn ở đây.